# Das Quartett
Das Quartett war eine Kriminalfilmreihe des ZDF, die von 2019 bis 2024 im Rahmen des Samstagskrimis im deutschen Fernsehen ausgestrahlt wurde. Sie wurde am 18. September 2019 auf dem Krimifestival Tatort Eifel vorgestellt. Für Anja Kling war die Rolle der Kriminalhauptkommissarin Maike Riem nach ihrer Rolle als Kriminalhauptkommissarin Bärbel Wallenstein in Dresden Mord die zweite Hauptrolle in einer ZDF-Krimireihe.

## Inhalt, Figuren
Die vier Kriminalkommissare vom K14 in Leipzig bilden ein Quartett, das professionell und ohne hierarchische Rangeleien zusammenarbeitet. Maike Riem, Pia Walther, Christoph Hofherr und Linus Roth vertreten die Meinung, dass man im Team besser gerüstet ist, um anstehende Fälle zu lösen. Ein wichtiger Baustein ihrer Arbeit ist der Einsatz modernster Technik. So arbeiten sie oft mit einer Virtual-Reality-Brille, um einen Tatort zu besichtigen.
Maike Riem: Die von Anja Kling verkörperte Kriminalhauptkommissarin ist Leiterin der Leipziger Mordkommission K14, die sie mit aufgebaut hat. Sie kann große Fahndungserfolge verzeichnen, ist souverän und unermüdlich im Einsatz, wobei Durchsetzungsvermögen und Teamgeist sie auszeichnen, ebenso wie ein großer Sinn für Gerechtigkeit und Wahrheit. Ihren Kollegen begegnet sie stets freundlich und zuvorkommend. Riem lebt in Scheidung, der gemeinsame Sohn lebt beim Vater in Berlin.
Pia Walter: Die von Annika Blendl gespielte Kriminalhauptkommissarin ist eine taffe junge Frau, die bei Bedarf eine unnachgiebige Haltung an den Tag legt und grundsätzlich erst einmal misstrauisch ist. Ist sie davon überzeugt, dass ein Verdacht begründet ist, kann sie in Verhören solchen psychischen Druck ausüben, dass Zeugen zu sprechen beginnen. Der Tod ihres Ehemanns vor fünf Jahren (im Pilotfilm wird die Zahl genannt) belastet die junge Frau.
Christoph Hofherr: Der von Shenja Lacher verkörperte Kriminaloberkommissar hat Frau und Sohn, die er über alles liebt und die den Ruhepol bilden nach einem anstrengenden Arbeitstag. Neben seiner Familie füllt ihn sein Job aus, da seine Kollegen für ihn schnell so etwas wie eine zweite Familie werden. Hofherr stößt im ersten Fall, Der lange Schatten des Todes, zum K14. Ihm ist die physische Nähe zum Tod unangenehm.
Linus Roth: Der von Anton Spieker gespielte Kriminaltechniker vertritt die Ansicht: „Es kann kein perfektes Verbrechen geben, weil es mich gibt.“ Auch wenn er dies ironisch meint, ist der Satz nicht ganz von der Hand zu weisen. Roth ist ein absoluter Experte in modernster Kriminaltechnik. Am Tatort mit seinem 3D-Scanner erstellte Virtual-Reality-Aufnahmen machen es möglich, sich dort nachträglich hineinzubeamen und die Tatortbegehung zu wiederholen. Roth, der Autist ist, gilt auch als Spezialist für physikalische und chemische Methoden.

## Besetzung

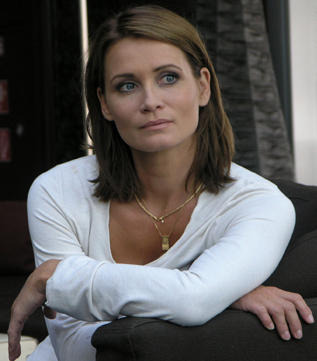
Anja Kling
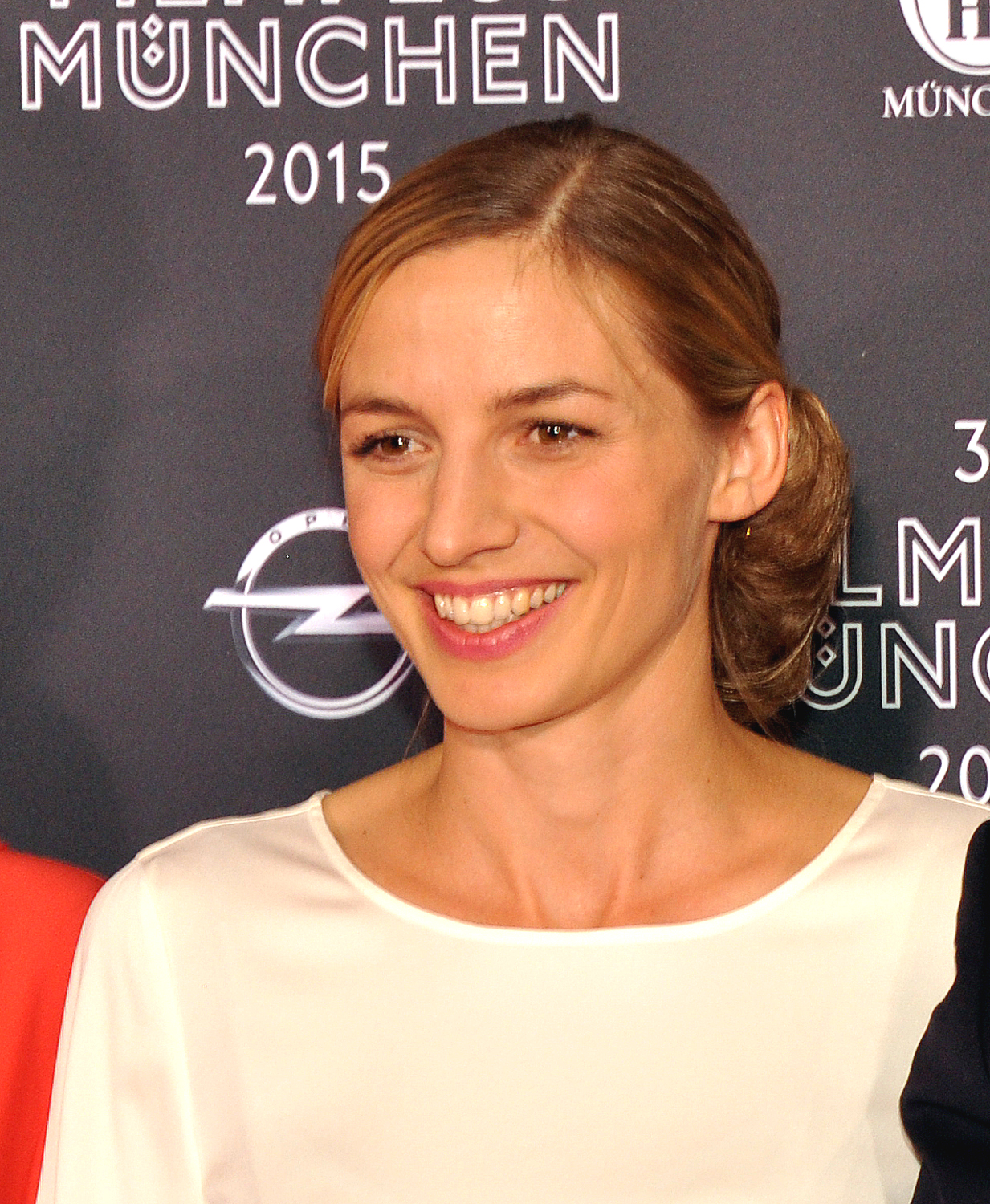
Annika Blendl
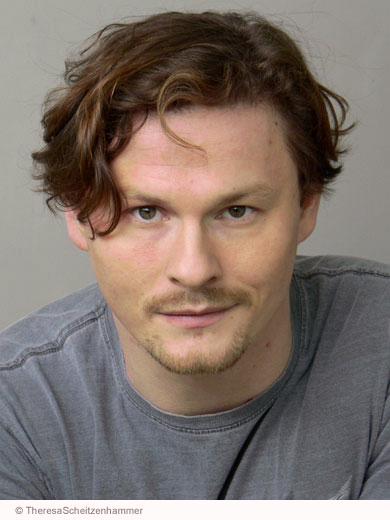
Shenja Lacher
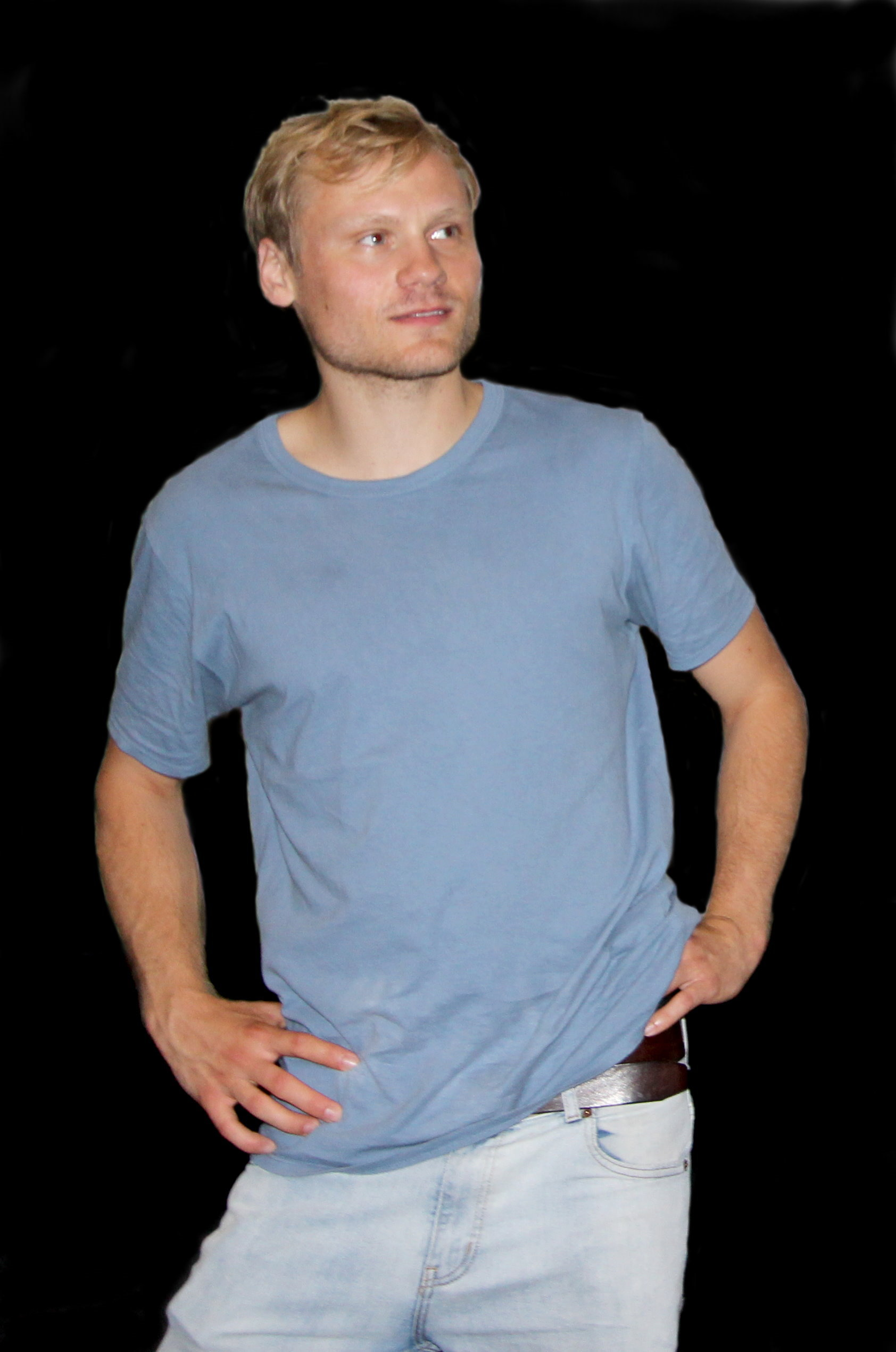
Anton Spieker

| Schauspieler  | Rollenname        | Position                                  | Episoden | Zeitraum  |
| ------------- | ----------------- | ----------------------------------------- | -------- | --------- |
| Anja Kling    | Maike Riem        | Kriminalhauptkommissarin, Leitung des K14 | 1–8      | 2019–2024 |
| Annika Blendl | Pia Walther       | KHK'in                                    | 1–8      | 2019–2024 |
| Shenja Lacher | Christoph Hofherr | Kriminaloberkommissar                     | 1–8      | 2019–2024 |
| Anton Spieker | Linus Roth        | KHK, Kriminaltechniker                    | 1–8      | 2019–2024 |

## Episodenliste
| Nr. | Originaltitel                | Erstausstrahlung | Regie            | Drehbuch                         | Zuschauer             |
| --- | ---------------------------- | ---------------- | ---------------- | -------------------------------- | --------------------- |
| 1   | Der lange Schatten des Todes | 12. Okt. 2019    | Vivian Naefe     | Friedrich Ani, Ina Jung          | 5,77 Mio. (19,8 % MA) |
| 2   | Das Mörderhaus               | 12. Dez. 2020    | Vivian Naefe     | Friedrich Ani, Ina Jung          | 5,80 Mio. (17,5 % MA) |
| 3   | Die Tote vom Balkon          | 8. Mai 2021      | Vivian Naefe     | Lancelot von Naso, Markus Thebe  | 7,29 Mio. (24,6 % MA) |
| 4   | Dunkle Helden                | 5. März 2022     | Vivian Naefe     | Andrea Deppert, Martin Behnke    | 6,15 Mio. (21,1 % MA) |
| 5   | Tödliche Lieferung           | 28. Jan. 2023    | Christian Theede | Willi Kubica, Janosch Kosack     | 6,31 Mio. (23,5 % MA) |
| 6   | Mörderischer Pakt            | 9. Sep. 2023     | Christian Theede | Judith Angerbauer, Jonni Remmler | 4,05 Mio. (19,3 % MA) |
| 7   | Das Schweigen                | 25. Mai 2024     | Elmar Fischer    | Judith Angerbauer, Jonni Remmler | 4,47 Mio. (18,8 % MA) |
| 8   | Patient Nr. 13               | 28. Dez. 2024    | Elmar Fischer    | Judith Angerbauer, Jonni Remmler | 2,19 Mio. (9,9% MA)   |